# Saison 1 de Mike and Molly
Chronologie
Saison 2 de Mike and Molly
Cet article présente les vingt-quatre épisodes de la première saison de la série télévisée américaine Mike and Molly.

## Généralités
La saison a été diffusée entre le 20 septembre 2010 et le 16 mai 2011 aux États-Unis sur le réseau CBS
Au Canada, elle a été diffusée en simultané alternativement sur /A\ (épisodes 1 à 10, sauf 9, puis 23 et 24) puis sur le réseau CTV (épisodes 11 à 21, sauf 19 et 20). Ces changements sont dépendants de la durée de l'émission Dancing with the Stars d'ABC diffusée en simultané, parfois 120 ou 90 minutes.

## Synopsis
La série se déroule dans la ville de Chicago, et suit les aventures de Mike Biggs, fonctionnaire de police qui tente de perdre du poids, et Molly Flynn, institutrice aux formes généreuses qui tente de faire la paix avec son corps, qui se sont rencontrés lors d'une réunion des Outremangeurs Anonymes.

## Distribution

### Acteurs principaux
- Billy Gardell : Officier Michael « Mike » Biggs
- Melissa McCarthy : Molly Flynn
- Reno Wilson (en) : Officier Carlton « Carl » McMillan
- Katy Mixon : Victoria Flynn
- Nyambi Nyambi (en) : Samuel
- Rondi Reed (en) : Margaret « Peggy » Biggs
- Cleo King : Rosetta « Nana », la grand-mère de Carl
- Louis Mustillo (en) : Vincent « Vince » Moranto
- Swoosie Kurtz : Joyce Flynn

## Liste des épisodes

### Épisode 1: titre français inconnu (Pilot)
- États-Unis /  Canada : 20 septembre 2010 sur CBS[1] / /A\[2]

- États-Unis : 12,23 millions de téléspectateurs[3] (première diffusion)

- Zachary Balagot (Gary)
- Kiara Muhammad (Krystal)
- Tucker Albrizzi (Tucker)
- John O'Brien (serveur)
- Brendan Patrick Connor (leader du groupe)

### Épisode 2: titre français inconnu (First Date)
- États-Unis /  Canada : 27 septembre 2010 sur CBS / /A\

- États-Unis : 11,12 millions de téléspectateurs[4] (première diffusion)

### Épisode 3: titre français inconnu (First Kiss)
- États-Unis /  Canada : 4 octobre 2010 sur CBS / /A\

- États-Unis : 12,21 millions de téléspectateurs[5] (première diffusion)

### Épisode 4: titre français inconnu (Mike's Not Ready)
- États-Unis /  Canada : 11 octobre 2010 sur CBS / /A\

- États-Unis : 10,72 millions de téléspectateurs[6] (première diffusion)

### Épisode 5: titre français inconnu (Carl Is Jealous)
- États-Unis /  Canada : 18 octobre 2010 sur CBS / /A\

- États-Unis : 10,90 millions de téléspectateurs[7] (première diffusion)

### Épisode 6: titre français inconnu (Mike's Apartment)
- États-Unis /  Canada : 25 octobre 2010 sur CBS / /A\

- États-Unis : 10,81 millions de téléspectateurs[8] (première diffusion)

### Épisode 7: titre français inconnu (After the Lovin')
- États-Unis /  Canada : 1er novembre 2010 sur CBS / /A\

- États-Unis : 10,75 millions de téléspectateurs[9] (première diffusion)

- Yolanda Snowball (vendeuse du magasin)
- David Mazouz (Randy)

### Épisode 8: titre français inconnu (Mike Snores)
- États-Unis /  Canada : 8 novembre 2010 sur CBS / /A\

- États-Unis : 10,80 millions de téléspectateurs[10] (première diffusion)

### Épisode 9: titre français inconnu (Mike's New Boots)
- États-Unis /  Canada : 15 novembre 2010 sur CBS / CTV

- États-Unis : 12,15 millions de téléspectateurs[11] (première diffusion)
- Canada : 1,617 million de téléspectateurs[12]

### Épisode 10: titre français inconnu (Molly Gets a Hat)
- États-Unis /  Canada : 22 novembre 2010 sur CBS / /A\

- États-Unis : 12,93 millions de téléspectateurs[13] (première diffusion)

### Épisode 11: titre français inconnu (Carl Gets a Girl)
- États-Unis /  Canada : 6 décembre 2010 sur CBS / CTV

- États-Unis : 11,04 millions de téléspectateurs[14] (première diffusion)
- Canada : 1,645 million de téléspectateurs[15]

### Épisode 12: titre français inconnu (First Christmas)
- États-Unis /  Canada : 13 décembre 2010 sur CBS / CTV

- États-Unis : 11,96 millions de téléspectateurs[16] (première diffusion)
- Canada : 1,87 million de téléspectateurs[17]

### Épisode 13: titre français inconnu (Mike Goes to the Opera)
- États-Unis /  Canada : 3 janvier 2011 sur CBS / CTV[18]

- États-Unis : 12,39 millions de téléspectateurs[19] (première diffusion)
- Canada : 1,216 million de téléspectateurs[20]

### Épisode 14: titre français inconnu (Molly Makes Soup)
- États-Unis /  Canada : 17 janvier 2011 sur CBS / CTV

- États-Unis : 12,80 millions de téléspectateurs[21] (première diffusion)
- Canada : 1,55 million de téléspectateurs[22]

### Épisode 15: titre français inconnu (Jim Won't Eat)
- États-Unis /  Canada : 7 février 2011 sur CBS / CTV

- États-Unis : 12,55 millions de téléspectateurs[23] (première diffusion)
- Canada : 1,731 million de téléspectateurs[24]

### Épisode 16: titre français inconnu (First Valentine's Day)
- États-Unis /  Canada : 14 février 2011 sur CBS / CTV

- États-Unis : 12,29 millions de téléspectateurs[25] (première diffusion)
- Canada : 1,858 million de téléspectateurs[26]

### Épisode 17: titre français inconnu (Joyce & Vince And Peaches & Herb)
- États-Unis /  Canada : 21 février 2011 sur CBS / CTV

- États-Unis : 11,02 millions de téléspectateurs[27] (première diffusion)
- Canada : 1,594 million de téléspectateurs[28]

### Épisode 18: titre français inconnu (Mike's Feet)
- États-Unis /  Canada : 28 février 2011 sur CBS / CTV

- États-Unis : 11,35 millions de téléspectateurs[29] (première diffusion)
- Canada : 1,576 million de téléspectateurs[30]

### Épisode 19: titre français inconnu (Peggy Shaves Her Legs)
- États-Unis /  Canada : 21 mars 2011 sur CBS / /A\

- États-Unis : 9,70 millions de téléspectateurs[31] (première diffusion)

### Épisode 20: titre français inconnu (Opening Day)
- États-Unis : 11 avril 2011 sur CBS
- Canada : non-diffusé

- États-Unis : 7,91 millions de téléspectateurs[32] (première diffusion)

### Épisode 21: titre français inconnu (Samuel Gets Fired)
- États-Unis /  Canada : 18 avril 2011 sur CBS / CTV

- États-Unis : 9,98 millions de téléspectateurs[33] (première diffusion)
- Canada : 1,41 million de téléspectateurs[34]

### Épisode 22: titre français inconnu (Cigar Talk)
- États-Unis : 2 mai 2011 sur CBS
- Canada : non-diffusé

- États-Unis : 8,19 millions de téléspectateurs[35] (première diffusion)

### Épisode 23: titre français inconnu (Victoria's Birthday)
- États-Unis /  Canada : 9 mai 2011 sur CBS / /A\

- États-Unis : 7,63 millions de téléspectateurs[36] (première diffusion)

### Épisode 24: titre français inconnu (Peggy's New Beau)
- États-Unis /  Canada : 16 mai 2011 sur CBS[37] / /A\

- États-Unis : 8,64 millions de téléspectateurs[38] (première diffusion)